# Noda Szatoru
Noda Szatoru (Hokkaidó, 1969. március 19. –) japán válogatott labdarúgó.

## Nemzeti válogatott
A japán válogatott tagjaként részt vett az 1988-as Ázsia-kupán.